# Зграда Дома ЈНА у Неготину
Зграда Дома ЈНА у Неготину је подигнута почетком 20. века, представља непокретно културно добро као споменик културе.

## Архитектура
Зграда Дома ЈНА је угаона спратна грађевина која је у основи симетрична и састоји се из средишњег угаоног дела у виду полукруга и бочних страна јаднаких дужина, ослоњена на регулационе линије улица Љубе Нешића и Добриле Радосављевић. Има приземље и спрат са улазом у зграду смештеним у средишту основе по симетрали уличног угла, за којим се непосредно надовезује улазни хол, а затим степениште, док у бочним странама су смештене просторије дома. Сама површина ове зграде износи 673,16 метара квадратна, са магацинским простором од 16,43 метара квадратна. Укупна земљишна површина која је обухваћена овим комплексом износи 2.219 метара квадратна.
Сама изградња овог објекта започела је после Првог светског рата захваљујући средствима које је тада обезбедило тадашње Удружење ратника, официра и подифицира Краљевине Срба, Хрвата и Словенаца. Завршен је 30-тих година прошлог века. Након Другог светског рата овај објекат преименован је у Дом Југословенске армије, касније у Клуб војске и био је у активној функцији све до 90-тих година прошлог века.
Објекат је озидана масивно са изразито стрмим кровом, са рустично обрађеном фасадној пластици која се састоји из кровних, спратних соклених венаца, затим пиластера ритмички рспоређених између прозорских отвора по целој висини фасаде, са поделом на квадере у малтеру са широким спојницама у приземљу и узаним на спрату. До изражаја долазе широки и равномерно распоређени прозорски отвори са полукружним надпрозорницима у приземљу и на спрату централног трактног ризалита односно равним надпрозорницима, на прозорима спратних трактова.